# Chimaera monstrosa
Chimaera monstrosa (Linnaeus, 1758), conosciuta comunemente come Chimera, è un pesce cartilagineo abissale della famiglia Chimaeridae.

## Distribuzione e habitat
Questa specie è diffusa nell'Oceano Atlantico tra l'Islanda e la Norvegia fino all'Africa del nord e alle isole Azzorre, compreso il mar Mediterraneo. È rarissima nel mar Adriatico.

Vive su fondali fangosi molto profondi, fino a 1682 m, anche se è più comune a 300-500 m.

## Descrizione
La Chimera ha un aspetto così strano da essere inconfondibile. Possiede un muso arrotondato caratteristico, simile a quello di un coniglio, con occhi molto grandi di colore scuro e bocca abbastanza piccola. La prima pinna dorsale è alta ed è armata di una spina rigida molto evidente e connessa ad una ghiandola velenosa. La seconda dorsale è molto bassa e lunga; la pinna anale è piccola; la pinna caudale è piccola e termina con un lungo filamento. Le pinne pettorali sono molto grandi e sono a punta. Esiste il dimorfismo sessuale: i maschi hanno un'appendice curva sulla fronte, chiamata clasper che si crede serva a trattenere la femmina durante la copula.
Il colore è argenteo con macchie e strisce beige o bruno chiaro. Le pinne hanno un orlo scuro.
Misura in genere circa 1 m di lunghezza, ma può arrivare fino a 1,5 m. Può raggiungere i 2,5 kg di peso. Nonostante sia un condroitto è sprovvista di scaglie placoidi: presenta quindi una pelle nuda. I grandi occhi sono uno strumento utile per vedere a profondità elevate. Presenta una sola fessura branchiale per lato.

## Riproduzione
Avviene tutto l'anno ma con maggior frequenza in estate. La fecondazione è interna e le femmine depongono capsule ovigere lunghe fino a 17 cm, che daranno alla luce dei giovani già simili agli adulti.

## Alimentazione
Si ciba di invertebrati e piccoli pesci, nell'Oceano Atlantico si nutre in prevalenza di aringhe.

## Pesca e conservazione

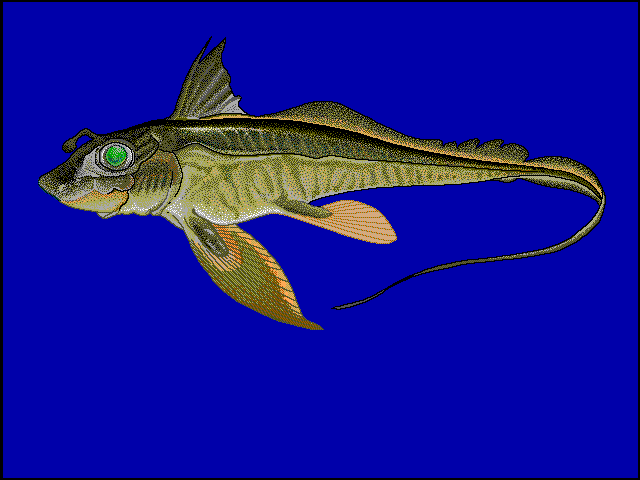
Esemplare maschile

Questo pesce non ha nessun valore alimentare o commerciale dato che le carni non sono commestibili ma ciò nonostante si cattura con le reti a strascico, soprattutto per la cattura dei gamberi e con i palamiti. Si tratta di una specie a lentissima riproduzione e queste catture accidentali possono mettere in serio pericolo le popolazioni.

## Pericolo per l'uomo
La puntura del raggio spinoso della prima pinna dorsale provoca forti dolori.

## Galleria d'immagini

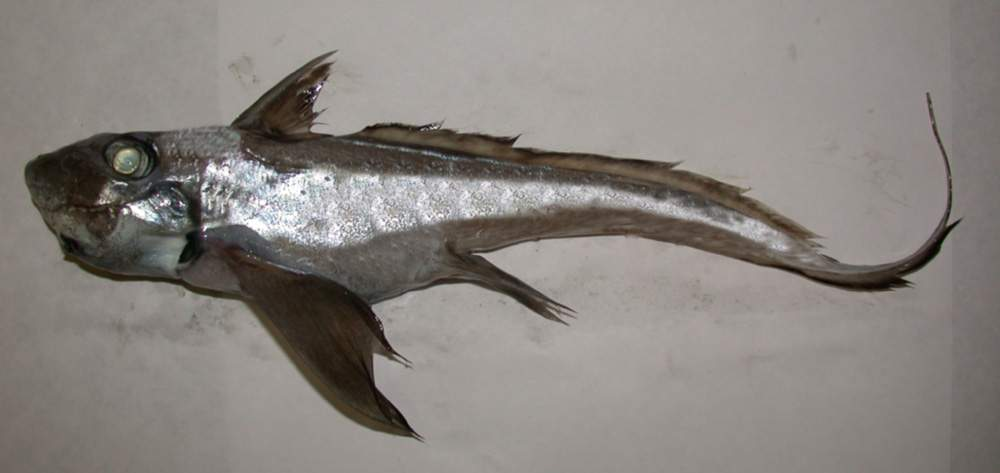
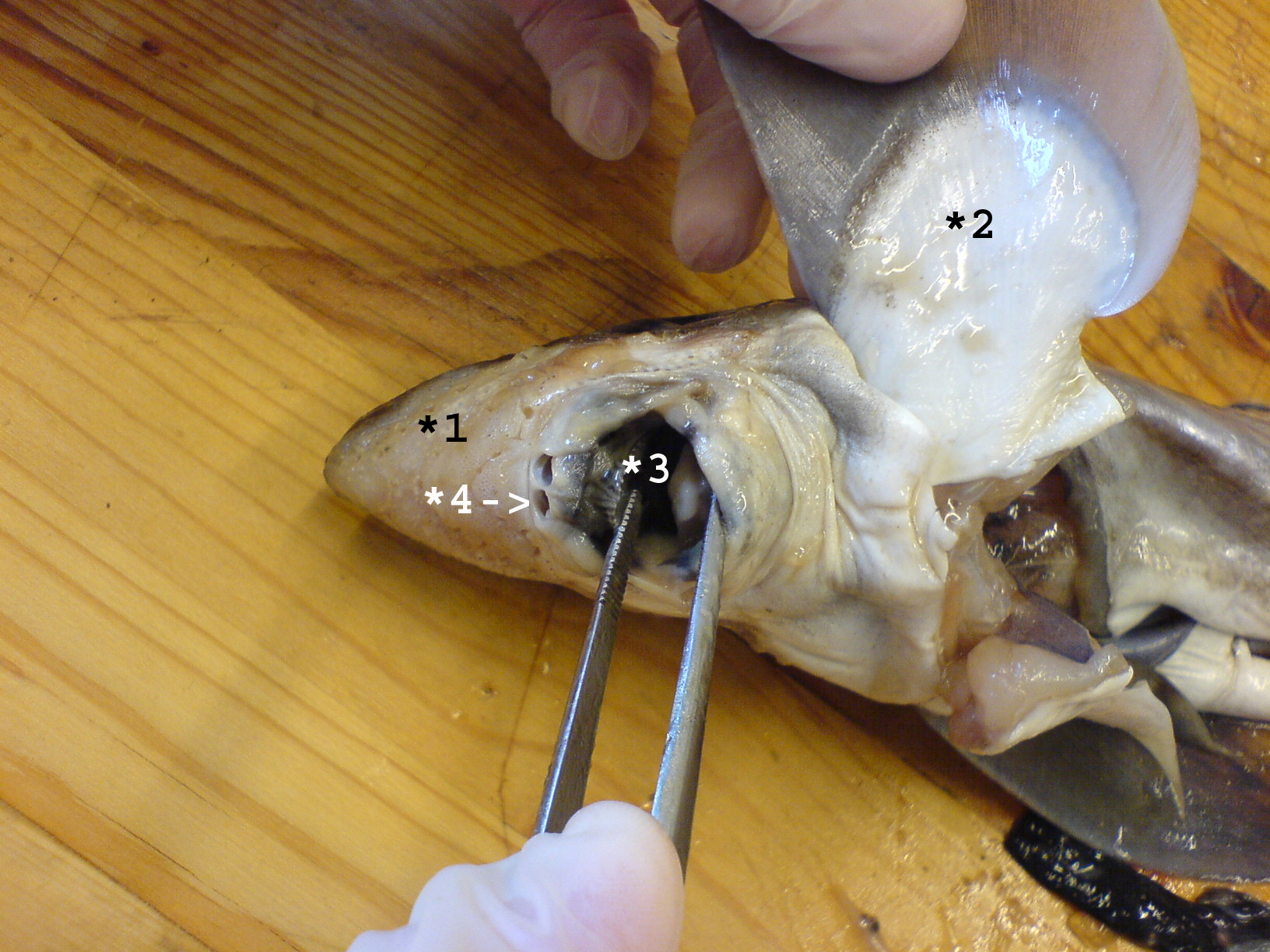
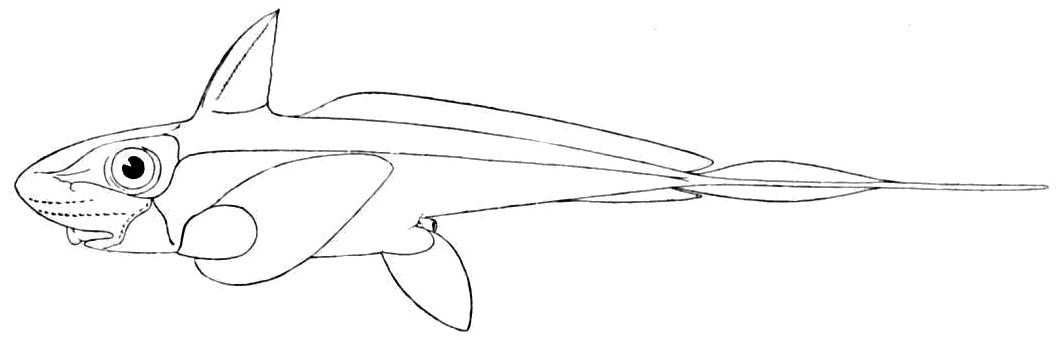
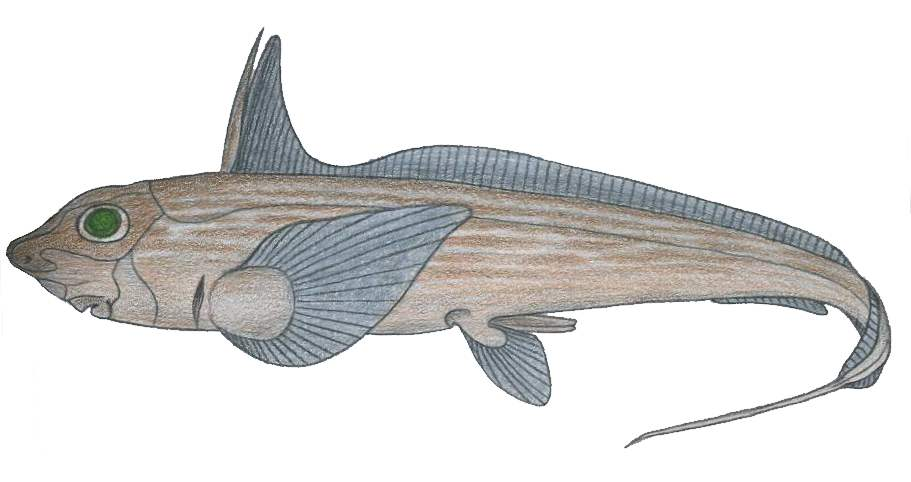